# Valles del Anduin
Los valles del Anduin son un lugar ficticio perteneciente al legendarium del escritor británico J. R. R. Tolkien. Son unos extensos valles ubicados entre las Montañas Nubladas y el Bosque Negro y a ambos lados del río Anduin; aunque en su mayor parte se ubican en la ribera oriental, en donde las tierras eran más bajas. Su límite sur podemos ubicarlo en la región en donde el Cauce de Plata desemboca en el Río Grande; mientras que la frontera norte la ubicaríamos en las fuentes mismas del Anduin. Unas cuatrocientas millas sería el largo total de estos valles.
Los elfos silvanos habitaron los valles y el Gran Bosque Verde en la Primera y Segunda Edad del Sol. También los Éothéod vivieron originalmente en estos valles, entre los Campos Gladios y la Carroca, para luego trasladarse al norte “(...) del Bosque Negro, entre las Montañas Nubladas al oeste y el Río del Bosque al este. Hacia el sur se extendía hasta la confluencia de los dos cortos ríos que ellos llamaron río Gris y Fuente Lejana.” En la desembocadura del Langwell fundaron Framburgo en la Tercera Edad.
Se dice que los ancestros de los Hobbits vivieron en estos valles, pero, a mediados de la Tercera Edad, los abandonaron, a causa del aumento en el número de los hombres y de la aparición de una sombra en la floresta (signo del retorno de Sauron).